# 소피안 부팔
소피안 부팔(프랑스어: Sofiane Boufal, 1993년 9월 17일 ~ )은 위니옹 SG와 모로코 축구 국가대표팀에서 활약하고 있는 모로코의 축구 선수이다.
프랑스 파리 출생인 그는 앙제 유소년 팀에서 활약했으며, 2012년 8월에 열린 이스트르와의 경기에서 첫 1군 데뷔전을 치렀다. 이후 31경기에 출전하며 2014–15 시즌에서 앙제가 리그 1로 승격하는데 일조하였다. 2014-15 시즌 중반인 2015년 1월 부팔은 릴로 이적하였다.
2016년 8월 29일, 부팔은 구단 사상 최대의 이적료를 기록하며 사우샘프턴과 5년 계약을 맺는다.

## 국가대표 경력
2016년 3월 26일 부팔은 카보베르데와의 2017년 아프리카 네이션스컵 예선 경기에서 모로코 축구 국가대표팀 소속으로 첫 데뷔전을 치렀다.